# Anton Mertens (Politiker)
Anton Heinrich Mertens (* 1. Oktober 1782 in Rhoden; † 28. Mai 1850 ebenda) war ein deutscher Schlossermeister, Bürgermeister und Politiker.

## Leben
Mertens war der Sohn des Schlossers Philipp Heinrich Merten (* 20. September 1750 in Rhoden; † 6. Februar 1826 ebenda) und dessen Ehefrau Marie Catharine geborene Engelhard (* 1751; † 9. April 1790 in Rhoden). Er war evangelisch und heiratete am 2. Dezember 1806 in Rhoden Marie Elisabeth Heinemann (* 29. Oktober 1784 in Rhoden; † 19. Dezember 1840 ebenda), die Tochter des Schmiedes Heinrich Christian Heinemann und der Marie Elisabeth Simon.
Mertens lebte als Schlossermeister im hessischen Rhoden. Von Jahresanfang 1830 bis Jahresanfang 1832 und von Jahresanfang 1834 bis Jahresanfang 1835 war er Bürgermeister der Stadt Rhoden. Als solcher war er vom 25. Januar 1830 bis (Jahresanfang) 1832 und von (Jahresanfang) 1834 bis zum 6. Februar 1835 Mitglied des Landstandes des Fürstentums Waldeck.